# Prudens van Duyse
Prudentius van Duyse vagy másképp Prudens van Duyse (Dendermonde, 1804. szeptember 17. – Gent, 1859. november 13.) flamand író.

## Életpályája
Karrierjét mint közjegyző kezdte, majd jogot hallgatott a Genti Egyetemen. 1836-ban Gent város levéltárosa lett. A De tael is gansch het volk (a nyelv jelenti a népet) szervezet társalapítója, és a flamand mozgalom egyik pionírja volt. Írói munkásságának kezdetén az ún. nemzeti költészetet művelte, de igazi debütálását az 1829-ben írt Lofdicht op e Nederlandsche taal vers jelentette. A legjobb költeményeit a Het klaverblad (1848) és a Nazomer (1859) címmel jelentette meg.

## Művei
- Dichtstuk over den heldenmoed der Vlamingen tegen de Fransschen betoond onder het bestuur van den graaf Guy van Dampière (1825)
- Griekenland, lierzang. Waterloo, kantate (1826)
- Lofdicht op de Nederlandsche tael (1829)
- De wanorde en omwenteling op den Vlaemschen zangberg (1830)
- Gedichten (1831)
- De Gentsche waterbeul (1839)
- Vaderlandsche poëzy (1840)
- Anton Van Dyck, of De reis naar Italië (1841)
- De spellingsoorlog (1842)
- Godfried, of De godsdienst op het veld (1842)
- Natalia (1842)
- De zang van den Germaanschen slaaf (1848)
- Het klaverblad. Romancen, legenden, sagen (1848)
- Gedichtjes voor kinderen (1849)
- Nieuwe kindergedichten (1849)
- Verhandeling over den Nederlandschen dichtbouw (1854, 2 volumes)
- Jacob Van Artevelde (1859)
- Nagelaten gedichten (1882–1885)
- Bloemlezing uit zijn dichtwerk (1942)